# Decsi-kódex
A Decsi-kódex egy 17. század elején készült kéziratos énekeskönyv, amelyet Tolna vármegyei Decs községben szerkesztettek. A mű vallásos verseken kívül históriás énekeket tartalmaz. (pl. Tinódi Lantos Sebestyén János király fiáról való szép énekét). A kódex a Magyar Tudományos Akadémia tulajdonában van.